# 汝汾郡
汝汾郡（じょふん-ぐん）は、中国の新（8年 - 23年）の時代に現在の河南省の一部に置かれた郡である。
新の皇帝王莽が、前漢の汝南郡を改称して作った。このとき一部を割いて賞都郡を作った。後漢の成立で元に戻された。